# Esta Noche Voy Contigo
"Esta Noche Voy Contigo" je pjesma kolumbijske pjevačice Shakire Maberak. Objavljena je 16. srpnja 1991. godine kao treći singl s njenog albuma Magia. Pjesma je objavljena kao CD singl u Kolumbiji, nije objavljen kao međunarodni singl, zato se nije plasirala kao i prijašnji singlovi,"Magia" i "Lejos de Tu Amor",na ljestvicama singlova.

## Videospot
Za pjesmu "Esta Noche Voy Contigo" snimljen je spot u kojem se Shakira nalazi u jednom zoološkom vrtu i pleše, dok se u pozadini nalazi slon. Spot je objavljen u isto vrijeme kada je objavljen i singl.